# KSTAR
KSTAR（ケイスター、大韓民国超伝導トカマク先進研究装置、Korea Superconducting Tokamak Advanced Research）は、現在大韓民国大田広域市に所在する核融合研究装置である。未来創造科学部傘下の韓国基礎科学支援研究院に附設された国家核融合研究所 (National Fusion Research Institute, NFRI) が運営している。

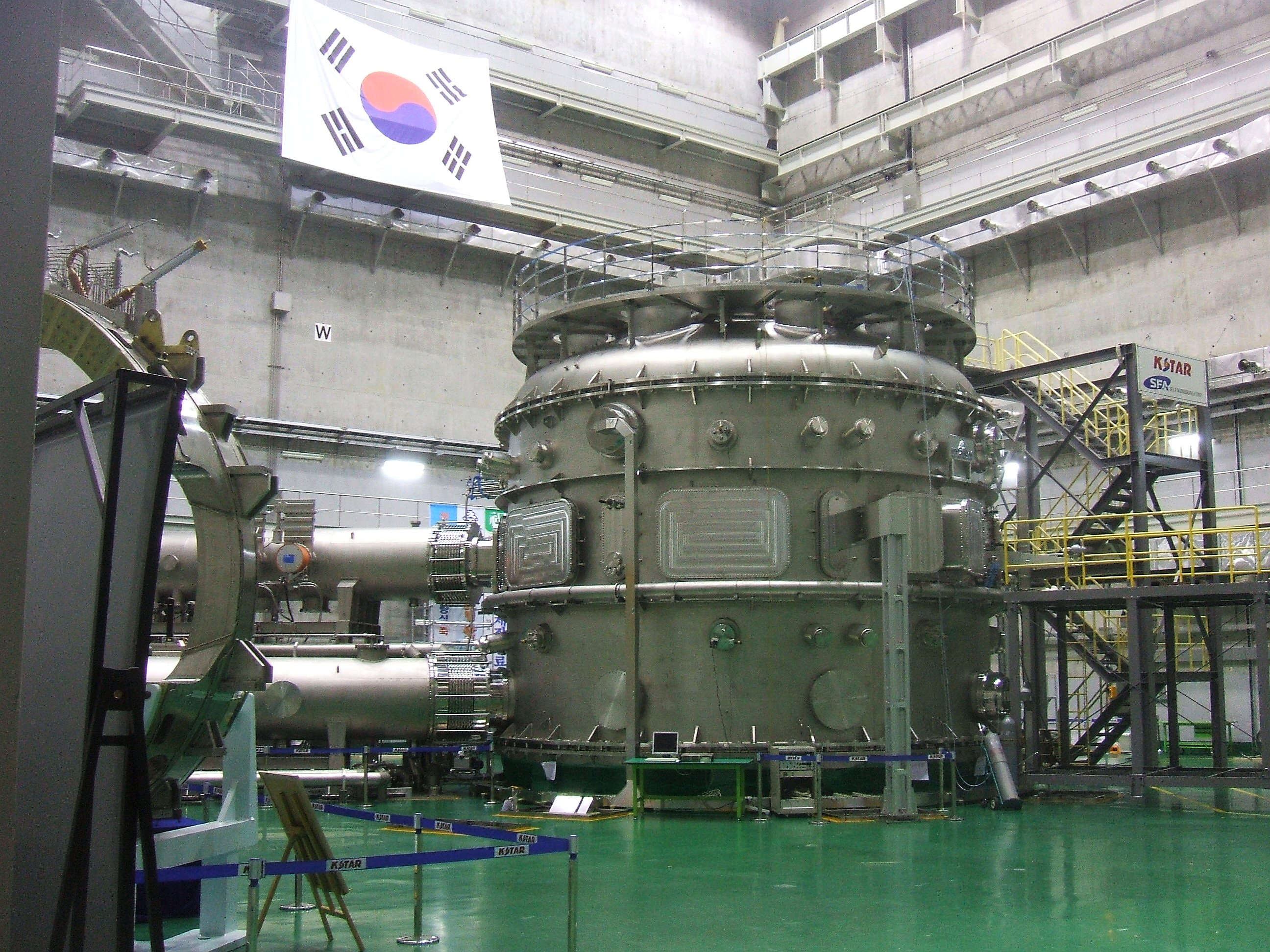
KSTAR

## 概要
同装置は磁気核融合の諸側面を研究することを目的としており、将来的にITER（国際熱核融合実験計画）参加国の分担として同核融合計画の一翼を担うことになる。本計画は1995年に承認されたが、建設は韓国の経済を衰退させた東アジア経済危機の影響を受け遅れることになった。しかしながら建設計画については2007年9月14日に竣工している。最初のプラズマは2008年7月15日に観測されている。

## 装置
KSTARは完全な超電導化を実現する世界で最初のトカマク実験装置である。このことは超伝導電磁石を用いる予定のITER（国際熱核融合実験炉）計画にも多大の貢献をもたらすことが予想されている。KSTAR磁石装置は16のニオブスズ直流トロイダル磁場コイル、10のニオブスズ交流電流ボロイダル磁場コイルと4つのニオブチタン交流電流ボロイダル磁場コイルから構成される。なお、KSTARで使用されているプラズマ発生装置は日本原子力研究開発機構 (JAEA) から無償貸与されたものである。

## 実験計画
本計画では2011年までに反応装置で20秒間のプラズマ･パルスを観察することが目論まれている。そして将来的には5分間にまで延長させる計画である。原子炉容器は最大1.8ｍ、最小0.5ｍの半径で、最大3.5テスラのトロイダル磁場と最大2メガアンペアのプラズマ電流を発生させることが出来る。他のトカマク装置と同様に、加熱・カレント・ドライブは中性ビーム照射、イオンサイクロトン共鳴加熱 (ICRH)、高周波加熱、電子サイクロトン共鳴加熱 (ECRH) によって開始される。

## 出力
初期熱は中性ビーム照射（将来的に24メガワットまでアップグレートが可能）によって8メガワットに、ICRHからは6メガワット（同様に12メガワットまでアップグレード可能）になる予定で、さらにECRHとRF加熱による初期熱は目下のところ未知数である。

## 燃料
実験は燃料として水素と重水素の両方を使うことになる。しかしITERにおいて用いられることになる重水素・トリチウム混合燃料は用いられない予定である。

## 現状
2012年、同装置は17秒間にわたる5000万度の高温プラズマの維持に成功。2016年に55秒、2018年に90秒にわたるプラズマの維持に成功。
また、2018年に1億度の高温プラズマを達成（維持時間：1.5秒）し、2019年には同温度で8秒、2020年には20秒の維持に成功している。

## ITERへの技術協力
現在、大韓民国、中国、欧州連合、米国、ロシア、インド、日本の7か国でフランスに国際核融合実験炉 (ITER) を建設している。1.6兆円の分担金については参加国で折半することになるが、大韓民国に対しては知的な能力の貢献が求められており、将来的にKSTARで培われるであろう超電導磁石などの高度な技術の提供を行う予定である。